# Goménol

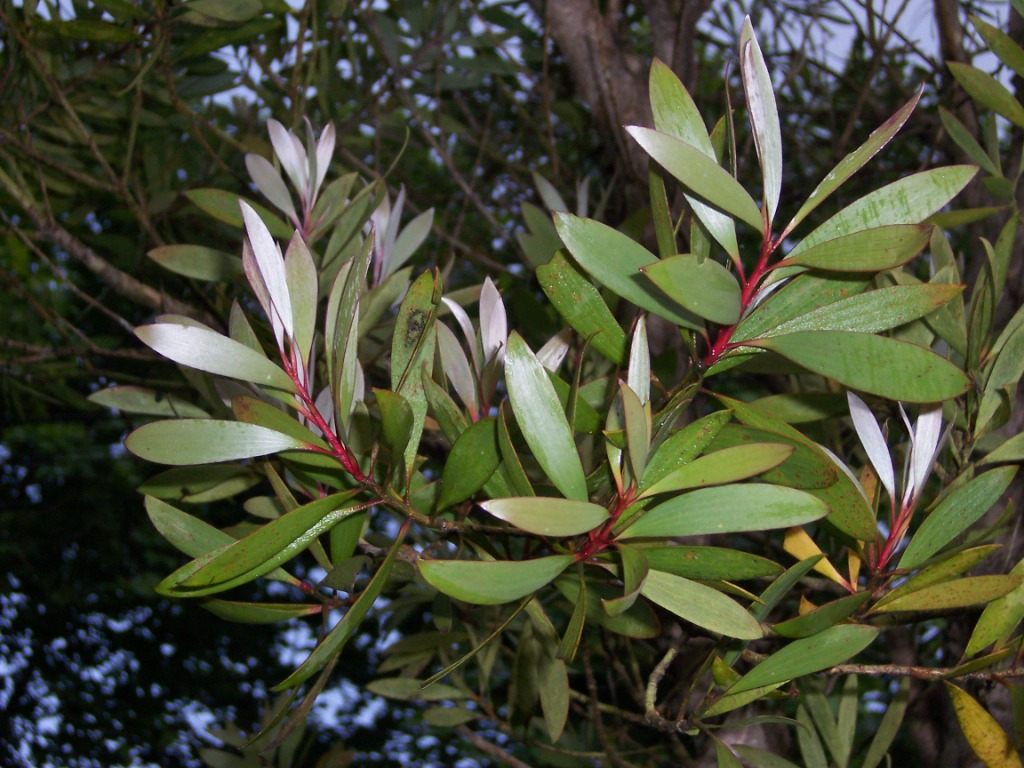
Feuilles de niaouli (Melaleuca quinquenervia), dont est extraite l'huile essentielle ou Goménol

Le terme de Goménol (ou, par antonomase, goménol) désigne l'huile essentielle de niaouli, utilisée et commercialisée pour ses vertus thérapeutiques. Le goménol tient son nom du territoire de la tribu de Gomen en Nouvelle-Calédonie.

## Historique
Jules Prevet, industriel français, s'installe en Nouvelle-Calédonie à la fin du XIXe siècle pour y implanter une usine familiale produisant entre autres des conserves de viande. Par hasard, il découvre dans la tribu de Gomen que les feuilles de niaouli mâchées sont utilisées par les populations locales pour soigner certaines blessures. De retour en France, il missionne des scientifiques pour étudier cette plante : le docteur Gabriel Bertrand, chef de service de l'Institut Pasteur et le docteur Gueguen, professeur à la faculté de pharmacie de Paris. La marque Goménol est déposée en 1893, en référence à Gomen, mais aussi parce que les sonorités rappellent le mot anglais gum.
S'ensuit la commercialisation de divers produits à base de goménol : pommades, suppositoires, ovules, cigares, huile de foie de morue au Goménol, sirop, pâtes pectorales, aseptiseurs d'air, lubrifiant, dentifrice... Des inhalateurs de goménol sont également commercialisés sous le nom de goménolateurs.
À l'époque, ces produits sont promus tant pour leur efficacité que pour le fait qu'ils sont issus d'une colonie française.
Jules Prevet n'est pas le premier Français à avoir étudié la distillation des feuilles de niaouli mais il est le premier à avoir commercialisé ses produits à grande échelle. En 1869, Arthur Bavay (en), un pharmacien de la Marine, avait en effet présenté une thèse sur le niaouli et son huile essentielle ainsi que sur l'anacardier.
La production d'essence de niaouli est donc une des plus anciennes industries de transformation et d'exportation de la Nouvelle-Calédonie avec celle du santal et de la viande de bœuf. La production industrielle a commencé dans les années 1920 et a augmenté jusqu'à la veille de la Deuxième guerre mondiale où elle atteint entre 12 et 24 tonnes par an. Après une chute brutale durant la guerre, la production repart pendant quelques années. Mais à partir des années 1950, la production ne cesse de décroître. Elle est actuellement évaluée à moins d'une tonne par an.
De nos jours, le terme de goménol est quelque peu tombé en désuétude. On lui préfère l'appellation plus générique d'huile essentielle de niaouli.

## Caractéristiques

### Composition
L'analyse chromatographique de 159 d'échantillons industriels des huiles essentielles de niaouli produites à Madagascar a recensé onze hydrocarbures terpéniques et de 10 produits oxygénés (Ramanoelina et als, 2005) :
- parmi les hydrocarbures monoterpéniques, l'α-pinène (10,1 %) est le constituant majoritaire, avec le limonène (7,5 %) et le p-pinène (2,7 %), tandis que le p-caryophyllène (1,54 %) est le sesquiterpène le plus représenté ;
- le 1,8-cinéole (50,2 %) est le constituant prédominent des produits oxygénés; il est suivi par le (E)-nérolidol (7,8 %), l'α-terpinéol (6,1 %) et le viridiflorol (6 %).

Certains constituants peuvent varier énormément d'un échantillon à l'autre, comme c'est le cas du trans-nérolidol, 1,8-cinéole et le viridiflorol.
Plusieurs études ont révélé la grande variabilité des huiles essentielles d'origines géographiques différentes telles que l'Égypte, le Vietnam, Madagascar et le Bénin.
En outre, l'existence de chimiotypes au sein d'une même population a également été clairement démontrée en Australie, à Madagascar, au Bénin, en Inde et en Nouvelle-Calédonie.
Ainsi en Australie, l'étude de 136 échantillons de feuilles récoltées en Australie et en Papouasie-Nouvelle-Guinée, indique une répartition géographique nette de deux chémotypes du sud au nord :
- le chémotype 1, avec une huile essentielle contenant du (E)-nérolidol (74–95 %) et du linalol (14–30 %) se trouve dans la partie sud-est (de Sydney vers le nord jusqu'à Selection Flat) ;
- le chémotype 2, se caractérise par du 1,8-cinéole (10–75 %), du viridiflorol (13–66 %), de l'α-terpinéol (0.5–14 %) et du  β-caryophyllène (0.5–28 %). Il se rencontre en proportion variable de Sydney à la Papouasie.

À Madagascar, l'analyse statistique des échantillons malgaches de Ramanoelina a montré une séparation en trois chémotypes :
- le chémotype I qui regroupe 141 échantillons sur 159, caractérisé par trois constituants : le 1,8-cinéole, l'α-pinène et le limonène ;
- le chémotype II, avec 8 échantillons, bien séparé par un groupe de constituants comme le viridiflorol, le lédol, le viridiflorène, l'α-terpinéol, etc. ;
- le chémotype III, avec 10 échantillons, bien individualisé par le trans-nérolidol.

L'analyse des huiles essentielles de niaouli originaires de Nouvelle-Calédonie, fait ressortir onze composants jouant un rôle majeur dans la distinction de trois chémotypes :
- le chémotype 1 est riche en dérivés terpinéniques (p-cymène, γ-terpinène, terpinolène ou α-terpinéol), principalement situé dans le sud-est du territoire ;
- le chémotype 2, caractérisé par une teneur élevée en 1,8-cinéole (jusqu'à 80 %) est majoritaire avec 65 % des échantillons. On le trouve tout autour de la Nouvelle-Calédonie et principalement dans le nord ;
- le chémotype 3, se distingue par des teneurs élevées en α-pinène et viridiflorol ; il représente 9,8 % des échantillons.

Le 1,8-cinéol, aussi connu sous le nom d'eucalyptol, se rencontre aussi dans les huiles essentielles d'armoise (Artemisia spp), de basilic (Ocimum basilicum), de romarin (Rosmarinus officinalis), de sauge (Salvia spp.), etc. Appliqué en solution sur la peau, l'eucalyptol n'est pas irritant mais une irritation nasale est possible pour les jeunes enfants après une instillation dans les narines.

### Propriétés médicinales
Les scientifiques missionnés par Jules Prevet, analysant les feuilles du niaouli, leur confirment des propriétés cicatrisantes, antiseptiques et anesthésique, connues des populations indigènes.
L'huile essentielle de niaouli (purifiée à l'oxyde de plomb), est utilisée comme antiseptique. Mélangée à de l'huile d'olive et à des glycérides polyglycolysés insaturés, elle constituait une spécialité dénommée huile goménolée, huile nasale à visée antiseptique, utilisée dans le traitement d'appoint des infections des muqueuses nasales, du rhinopharynx et des sinus.
L'huile essentielle de niaouli a des propriétés :
- antibactériennes, actives notamment vis-à-vis de Staphylococcus aureus, Escherichia coli[10], en tout 25 bactéries[11] ;
- antivirales, mises en évidence vis-à-vis du virus de l'herpès et du papillomavirus[12] ;
- antifongiques vis-à-vis de Aspergillus niger, Aspergillus ochraceus, Fusarium culmorum[11].

L'huile essentielle de niaouli est également anti-spasmodique, anti-inflammatoire, antalgique, anti-prurigineuse et cicatrisante. Elle a aussi des propriétés décongestionnantes veineuses, stimulantes hépatocytaires et protectrices cutanées.
- Emplois

En Allemagne, la monographie établie par la Commission E précise que l'huile essentielle de niaouli est utilisée en cas d'encombrement des voies respiratoires (Bruneton, 2009).
La posologie est :
- voie orale : 0,2 g par prise et de 0,2 à 2 g par jour (pour la voie orale, les contre-indications étaient en 2009 les maladies inflammatoires du tractus gastro-intestinal et des voies biliaires, hépatopathies[8], mais depuis décembre 2020, la voie orale n'est pas recommandée par l'ANSES, et interdite dans certains pays)[14] ;
- voie nasale : solution huileuse à 2-5 % ;
- voie externe : solution huileuse à 10-30 %.

En aromathérapie, cette huile essentielle est recommandée pour les indications suivantes :
- traitement des affections respiratoires ;
- stimulation des défenses naturelles ;
- amélioration de l'équilibre du système nerveux végétatif ;
- bactéricide, antiviral, antimycosique.

En Nouvelle-Calédonie, l'huile essentielle est traditionnellement utilisée :
- en massage : pour apaiser les douleurs musculaires et articulaires (10 gouttes d'huile essentielle dans une cuillère à soupe d'huile végétale) ;
- en diffusion : pour assainir et parfumer l'air ambiant (quelques gouttes sur l'oreiller ou dans un diffuseur de parfum) ;
- pour éloigner les insectes ;
- incorporée dans des savonnettes, bonbons et liqueurs.

## Toxicité, dosages...
L'huile essentielle de niaouli contient des terpènes et du 1,8-cinéole en grande quantité (eucalyptol). Ces produits ont, à haute dose, les effets secondaires suivants :
- Irritation en cas de contact
- Dangereux[Quoi ?] en cas d'inhalation
- Dangereux[Quoi ?] pour le système reproducteur
- Dangereux[Quoi ?] pour le système nerveux central

La DL50 est 2 480 mg/kg chez les rats. Peu d'études ont été faites sur la toxicité cumulative,.
Il a été rapporté un cas d'intoxication grave d'un jeune enfant par instillation de 1,8-cinéole dans le nez (Tisserand et als, 2013). Suivant les mêmes auteurs, aucune information n'est au début des années 2010 disponible sur la toxicité de l'huile essentielle de niaouli. Bruneton recommande de ne pas appliquer les préparations à base d'huile essentielle de niaouli sur le visage et dans le nez des jeunes enfants.

### Risques et précautions en cas d'ingestion
Selon les données réunies par l'ANSES en 2020, cette huile essentielle ne devrait pas être avalée, mais elle est présente dans certains compléments alimentaires de type  gélules, pastilles, comprimés, pilules, flacons munis d'un compte-gouttes, sachets de poudre, ampoules de liquide… (de même que des huiles d'arbre à thé et de cajeput), 3 huiles provenant toutes d'espèces de Melaleuca, qui sont déconseillées  (voire interdites dans certains pays européens, par exemple autorisées en Italie, mais interdites en Belgique) en absorption par voie orale, en raison de leurs potentiels effets neurotoxiques. Sur la base d'allégations, ces compléments alimentaires sont cependant parfois détournés (ingérés) par certains comme traitement d'appoint contre certaines infections (angines, sinusites, cystites...),,. En France l'Anses a confirmé en 2020, que d'après les connaissances actuelles, certains composés des huiles essentielles de Melaleuca « présente des risques neurologiques (niaouli et cajeput), cancérigènes, génotoxiques et potentiellement reprotoxiques. » L'Anses a produit des recommandations pour la conservation, le dosage, d'éviction voire d'interdiction de ces huiles, qui sont notamment à déconseiller aux enfants et aux femmes enceintes ou allaitantes,.
En 2019 (janvier), la DGCCRF a inclus dans la liste de plantes dont les huiles essentielles sont considérées comme traditionnelles au sens de l’article 7 du décret n°2006- 352 (liste indicative, sans valeur juridique, avec la mention de précaution suivante :
« les huiles essentielles traditionnellement utilisées, extraites à partir des plantes figurant dans cette liste, peuvent être employées dans les compléments alimentaires sous réserve qu’elles ne présentent pas de risque pour la santé des consommateurs. Les espèces suivantes de Melaleuca apparaissent dans cette liste : Melaleuca alternifolia (Maiden & Betche) Cheel, Melaleuca cajuputi Powell, Melaleuca quinquenervia (Cav.) S.T. Blake et Melaleuca viridiflora Sol. ex Gaertn. » Cette liste n’apparaît pas en contradiction avec la saisine, puisqu’elle ne considère pas – au vu de la réserve – les plantes y figurant comme exemptes de risques.
Pour l'Anses et l'EFSA (2020), cette huile contient un composé préoccupant : le « 1,8-cinéole, composant majoritaire ayant entraîné des complications neurologiques chez les enfants. Il est également présent dans les huiles essentielles d'arbre à thé mais à des concentrations plus faibles (...) les données sur le 1,8-cinéole sont insuffisantes et ne permettent pas de définir de niveau d'exposition sans risque pour le consommateur »,. En 2020, l'Anses a recommandé « aux opérateurs de déterminer le nombre maximal de gouttes à consommer par jour et pour cela, de prendre en compte les teneurs en terpinèn-4-ol et en méthyleugénol dans ces huiles essentielles, la taille des gouttes délivrées par les flacons et le poids corporel du consommateur ». L'ANSES a aussi recommandé d'interdire « la consommation par voie orale des huiles essentielles de niaouli (et cajeput) riches en 1,8-cinéole aux enfants de moins de 30 mois et aux enfants ayant des antécédents d'épilepsie ou de convulsions fébriles, dans l'attente de données toxicologiques plus précises ».

### Odeur
L'huile essentielle de niaouli possède une odeur puissante, douce-camphrée, rappelant l'essence d'eucalyptus et de cardamome, mais avec un caractère moins épicé.

## Production

### Mode de fabrication
L'huile essentielle de niaouli est obtenue à partir des feuilles fraîches par entraînement à la vapeur d'eau pendant une à deux heures, avec un rendement moyen de 0,7 %. L'huile, de couleur jaune à vert clair, a une densité de l'ordre de 0,85.

### Volumétrie
La production mondiale annuelle d'huile essentielle de niaouli se situe très loin derrière celle de l'huile de cajeput et de celle de l'huile d'arbre à thé (en 1997, respectivement 8-12 t/an vis-à-vis des 600 t/an pour le cajeput et des 300 t/an pour l'arbre à thé).

### Principaux producteurs
Les principaux pays producteurs d'huile essentielle de niaouli sont actuellement l'Australie, Madagascar et la France (Nouvelle-Calédonie).